# Congocharax olbrechtsi
Congocharax olbrechtsi är en fiskart som först beskrevs av Poll, 1954.  Congocharax olbrechtsi ingår i släktet Congocharax och familjen Distichodontidae. IUCN kategoriserar arten globalt som livskraftig. Inga underarter finns listade i Catalogue of Life.